# 21a etapa del Tour de França de 2014
La 21a etapa del Tour de França de 2014 es disputà el diumenge 27 de juliol de 2014 sobre un recorregut de 137,5 km entre Évry i els Camps Elisis de París.
El vencedor de la darrera etapa d'aquesta edició del Tour fou l'alemany Marcel Kittel (Giant-Shimano), que d'aquesta manera aconseguia la seva quarta victòria d'etapa, igualant els triomfs obtinguts per Vincenzo Nibali (Astana Qazaqstan Team). Alexander Kristoff (Team Katusha) i Ramūnas Navardauskas (Garmin-Sharp) foren segon i tercer de l'etapa.
En relació amb les diferents classificacions, no hi hagué cap canvi i Vincenzo Nibali (Astana Qazaqstan Team) guanyà la general per primera vegada, Peter Sagan (Cannondale) guanyà per tercera vegada consecutiva el mallot verd, Rafał Majka (Team Tinkoff-Saxo) la muntanya, Thibaut Pinot (FDJ) la classificació dels joves i l'AG2R La Mondiale la classificació per equips.

## Recorregut
Etapa curta i gairebé plana, amb una sola dificultat muntanyosa, la cota de Briis-sous-Forges, de quarta categoria, i final a la tradicional arribada del Tour de França a l'Avinguda dels Camps Elisis de París.

## Desenvolupament de l'etapa
L'etapa s'inicià a un ritme tranquil i sols s'accelerà a les portes de París. En el primer pas pels Camps Elisis, Sylvain Chavanel (IAM Cycling) atacà i es mantingué al capdavant durant uns quilòmetres. L'escapada més destacable del dia la protagonitzaren Richie Porte (Team Sky), Michael Mørkøv (Team Tinkoff-Saxo), José Serpa (Lampre-Merida) i Armindo Fonseca (Bretagne-Séché Environnement) que obtingueren fins a mig minut sobre el gran grup. Un altre fet destacable fou la caiguda, sense conseqüències finals, de Jean-Christophe Péraud (AG2R La Mondiale) en el segon pas per meta que el va fer anar endarrerit durant uns quants quilòmetres. En l'esprint final Marcel Kittel (Giant-Shimano) superà a Alexander Kristoff (Team Katusha).

## Resultats

### Classificació de l'etapa
|    | Ciclista                   | Equip                        | Temps      |
| -- | -------------------------- | ---------------------------- | ---------- |
| 1  | Marcel Kittel (GER)        | Giant-Shimano                | 3h 20' 50" |
| 2  | Alexander Kristoff (NOR)   | Team Katusha                 | m. t.      |
| 3  | Ramūnas Navardauskas (LTU) | Garmin-Sharp                 | m. t.      |
| 4  | André Greipel (GER)        | Lotto-Belisol                | m. t.      |
| 5  | Mark Renshaw (AUS)         | Omega Pharma-Quick Step      | m. t.      |
| 6  | Bernhard Eisel (AUT)       | Team Sky                     | m. t.      |
| 7  | Bryan Coquard (FRA)        | Team Europcar                | m. t.      |
| 8  | Alessandro Petacchi (ITA)  | Omega Pharma-Quick Step      | m. t.      |
| 9  | Peter Sagan (SVK)          | Cannondale                   | m. t.      |
| 10 | Romain Feillu (FRA)        | Bretagne-Séché Environnement | m. t.      |

### Punts atribuïts
| 1r  | Jens Voigt (GER)          | Trek Factory Racing     | 20 pts |
| 2n  | Michael Albasini (SUI)    | IAM Cycling             | 17 pts |
| 3r  | Geraint Thomas (GBR)      | Team Sky                | 15 pts |
| 4t  | Luis Ángel Maté (ESP)     | Cofidis                 | 13 pts |
| 5è  | Lars Ytting Bak (DEN)     | Lotto-Belisol           | 11 pts |
| 6è  | Lars Boom (NED)           | Belkin Pro Cycling Team | 10 pts |
| 7è  | Christopher Horner (USA)  | Lampre-Merida           | 9 pts  |
| 8è  | Sebastian Langeveld (NED) | Garmin-Sharp            | 8 pts  |
| 9è  | Luke Durbridge (AUS)      | Orica-GreenEDGE         | 7 pts  |
| 10è | Marcel Sieberg (GER)      | Lotto-Belisol           | 6 pts  |
| 11è | Andrí Hrivko (UKR)        | Astana Qazaqstan Team   | 5 pts  |
| 12è | Lieuwe Westra (NED)       | Astana Qazaqstan Team   | 4 pts  |
| 13è | Maxim Iglinskiy (KAZ)     | Astana Qazaqstan Team   | 3 pts  |
| 14è | Alessandro Vanotti (ITA)  | Astana Qazaqstan Team   | 2 pts  |
| 15è | Michele Scarponi (ITA)    | Astana Qazaqstan Team   | 1 pt   |

| 1r  | Marcel Kittel (GER)        | Giant-Shimano                | 45 pts |
| 2n  | Alexander Kristoff (NOR)   | Team Katusha                 | 35 pts |
| 3r  | Ramūnas Navardauskas (LTU) | Garmin-Sharp                 | 30 pts |
| 4t  | André Greipel (GER)        | Lotto-Belisol                | 26 pts |
| 5è  | Mark Renshaw (AUS)         | Omega Pharma-Quick Step      | 22 pts |
| 6è  | Bernhard Eisel (AUT)       | Team Sky                     | 20 pts |
| 7è  | Bryan Coquard (FRA)        | Team Europcar                | 18 pts |
| 8è  | Alessandro Petacchi (ITA)  | Omega Pharma-Quick Step      | 16 pts |
| 9è  | Peter Sagan (SVK)          | Cannondale                   | 14 pts |
| 10è | Romain Feillu (FRA)        | Bretagne-Séché Environnement | 12 pts |
| 11è | Daniele Bennati (ITA)      | Team Tinkoff-Saxo            | 10 pts |
| 12è | Arnaud Démare (FRA)        | FDJ                          | 8 pts  |
| 13è | Greg Van Avermaet (BEL)    | BMC Racing Team              | 6 pts  |
| 14è | Adrien Petit (FRA)         | Team Europcar                | 4 pts  |
| 15è | Sep Vanmarcke (BEL)        | Belkin Pro Cycling Team      | 2 pt   |

### Colls i cotes
- 1. Cota de Briis-sous-Forges. 172m. 4a categoria (km 31)

| 1r | Dmitriy Gruzdev (KAZ) | Astana Qazaqstan Team | 1 pt |

## Classificacions a la fi de l'etapa

### Classificació general
|    | Ciclista                     | Equip                   | Temps       |
| -- | ---------------------------- | ----------------------- | ----------- |
| 1  | Vincenzo Nibali (ITA)        | Astana Qazaqstan Team   | 89h 59' 06" |
| 2  | Jean-Christophe Péraud (FRA) | AG2R La Mondiale        | + 7' 37"    |
| 3  | Thibaut Pinot (FRA)          | FDJ                     | + 8' 15"    |
| 4  | Alejandro Valverde (ESP)     | Movistar Team           | + 9' 40"    |
| 5  | Tejay van Garderen (USA)     | BMC Racing Team         | + 11' 24"   |
| 6  | Romain Bardet (FRA)          | AG2R La Mondiale        | + 11' 26"   |
| 7  | Leopold König (CZE)          | NetApp-Endura           | + 14' 32"   |
| 8  | Haimar Zubeldia (ESP)        | Trek Factory Racing     | + 17' 57"   |
| 9  | Laurens ten Dam (NED)        | Belkin Pro Cycling Team | + 18' 12"   |
| 10 | Bauke Mollema (NED)          | Belkin Pro Cycling Team | + 21' 15"   |

### Classificació per punts
|   | Ciclista                 | Equip         | Punts |
| - | ------------------------ | ------------- | ----- |
| 1 | Peter Sagan (SVK)        | Cannondale    | 431   |
| 2 | Alexander Kristoff (NOR) | Team Katusha  | 282   |
| 3 | Bryan Coquard (FRA)      | Team Europcar | 271   |

### Classificació de la muntanya
|    | Ciclista                | Equip                 | Punts   |
| -- | ----------------------- | --------------------- | ------- |
| 1r | Rafał Majka (POL)       | Team Tinkoff-Saxo     | 181 pts |
| 2n | Vincenzo Nibali (ITA)   | Astana Qazaqstan Team | 168 pts |
| 3r | Joaquim Rodríguez (CAT) | Team Katusha          | 112 pts |

### Classificació del millor jove
|    | Ciclista                 | Equip                   | Temps        |
| -- | ------------------------ | ----------------------- | ------------ |
| 1r | Thibaut Pinot (FRA)      | FDJ                     | 90h 07' 21"  |
| 2n | Romain Bardet (FRA)      | AG2R La Mondiale        | + 3' 22"     |
| 3r | Michał Kwiatkowski (POL) | Omega Pharma-Quick Step | + 1h 12' 25" |

### Classificació per equips
|    | Equip                   | Temps        |
| -- | ----------------------- | ------------ |
| 1r | AG2R La Mondiale        | 270h 27' 02" |
| 2  | Belkin Pro Cycling Team | + 34' 46"    |
| 3  | Movistar Team           | + 1h 06' 10" |

## Abandonaments
No hi hagué cap abandonament durant l'etapa.